# Letanovce
Letanovce (allemand : Ladendorf) est un village de Slovaquie situé dans la région de Košice.

## Histoire
Première mention écrite du village en 1250.

## Démographie

### Évolution de la population
| Année:               | 1994. | 2004.    | 2014.    | 2024.   |
| -------------------- | ----- | -------- | -------- | ------- |
| Nombre de personnes: | 1717  | 2066     | 2276     | 2326    |
| Différence:          |       | +20,32 % | +10,16 % | +2,19 % |

| Année:               | 2023. | 2024.   |
| -------------------- | ----- | ------- |
| Nombre de personnes: | 2305  | 2326    |
| Différence:          |       | +0,91 % |